# Jesús Carroza Rodríguez
Jesús Carroza Rodríguez (Sevilla, 7 de novembre de 1987), és un actor espanyol, guanyador del Goya al millor actor revelació en 2005 pel seu paper de Richi en la pel·lícula 7 vírgenes.

## Biografia
Jesús Carroza va néixer a la Sevilla 7 de novembre de 1987 en la barriada de San Jerónimo (Districte Macarena). Gràcies a la confiança del director Alberto Rodríguez va ser triat entre més de 3000 joves en el càsting que es va organitzar a l'Institut San Jerónimo per la pel·lícula 7 vírgenes d'Alberto Rodríguez. Entra en el món del cinema interpretant a "Richi", personatge pel qual va guanyar el Goya al millor actor revelació de 2006.
En 2007 el director Jesús Ponce el crida per a col·laborar en la seva pel·lícula Déjate caer. El 2014 participaria a dues pel·lícules d'èxit, El Niño i La isla mínima. També ha aparegut en sèries de televisió.

## Pel·lícules
- 7 vírgenes (2004), com Richi
- Déjate caer (2007), com Kevin Manuel
- Che, Guerrilla (2008), com Eduardo
- Celda 211 (2009), com Elvis
- La mula (2010), com Churri
- After (2010), com Jesús
- Un mundo cuadrado (2012), com Esteban
- Miel de naranjas (2012), com Fernando
- Grupo 7 (2012), com Yonki
- El Niño (2014), com El Compi
- La isla mínima (2014), com Miguel
- Adú (2020), com Javi
- Modelo 77 (2022), com El Negro

## Sèries
- Mis adorables vecinos (2006)
- Mar de plástico (2015-2016), com Manuel "Lolo" Requena.
- Buscando el norte (2016), com Arturo Aragonés.
- El día de mañana (Movistar+, 2018) com Inspector Mateo Moreno.
- La peste (2018-2019) com Baeza.

## Premis
| Any  | Títol            | Premi                               | Categoria                                | Resultat  | Font |
| ---- | ---------------- | ----------------------------------- | ---------------------------------------- | --------- | ---- |
| 2006 | 7 vírgenes       | Goya                                | Millor Actor Revelació                   | Guanyador |      |
| 2006 | 7 vírgenes       | Unión de Actores y Actrices         | Millor Actor Revelació                   | Nominat   |      |
| 2006 | 7 vírgenes       | Cercle d'Escriptors Cinematogràfics | Millor Actor Revelació                   | Nominat   |      |
| 2015 | El Niño          | Premis Feroz                        | Millor Actor de Repartiment              | Nominat   |      |
| 2015 | El Niño          | Cercle d'Escriptors Cinematogràfics | Millor Actor de Repartiment              | Nominat   |      |
| 2019 | El día de mañana | Premis Feroz                        | Millor Actor de Repartiment en una sèrie | Nominat   |      |